# Gmina Wyacondah

Położenie Gminy Wyacondah w hrabstwie Davis

Gmina Wyacondah (ang. Wyacondah Township) – gmina w USA, w stanie Iowa, w hrabstwie Davis. Według danych z 2000 roku gmina miała 374 mieszkańców, a jej powierzchnia wynosi 124,95 km².